# Salacia opacifolia
Salacia opacifolia är en benvedsväxtart som först beskrevs av J. F. Macbride, och fick sitt nu gällande namn av Albert Charles Smith. Salacia opacifolia ingår i släktet Salacia och familjen Celastraceae. Inga underarter finns listade.